# 20 сигарет
«20 сигарет» — российский художественный фильм 2007 года, дебют режиссёра Александра Горновского и кинокомпании DANAIS films. Действие происходит в 2000-е годы в Москве. В центре событий находится главный герой Андрей, менеджер-рекламщик, который начинает день с того, что пытается отстоять свои принципы, а заканчивает — предательством самого себя. Фильм вышел на экраны 11 октября 2007 года.

## Сюжет
Сюжет фильма представляет собой один день из жизни современного молодого человека — менеджера крупного рекламного агентства «Bad Boy’s» Андрея Смаровского. Накануне Андрей отвозит жену Таню в роддом. Его день начинается с того, что он звонит своему другу и коллеге Борису и просит того, чтобы он прикрыл его на работе, где должна состояться съёмка рекламы йогуртов, пока Андрей будет в роддоме с женой.
Уже на пути к роддому Андрею звонит Мануил Петрович, босс главного героя. Он требует, чтобы Андрей срочно ехал в офис, так как там его ждёт клиент. Андрей резко разворачивается, и его машина сбивает мальчика, который в шоке убегает. Андрей же попадает в пробку, и ему приходится бросить машину и ехать на метро.
В офисе Андрея ждут Борис, клиент — Королева йогуртов — и её дочь Лиза. Королева йогуртов заявляет, что в рекламе будет сниматься именно её дочь, но Андрей в резкой форме отказывается. Королева угрожает Андрею увольнением. Лиза же восхищается мужеством и принципиальностью героя.
После этого происходит сцена разговора Андрея с Мануилом Петровичем, который произносит сюрреалистический монолог о пчелиных матках, которые убивают самцов после оплодотворения. Босс просит Андрея, чтобы тот нашёл сотрудника, который нахамил клиентке, поскольку имени смельчака Королева йогуртов не запомнила. Мануил намекает, что не хотел бы увольнять Андрея.
После встречи со своей тёщей, которая собрала Танины вещи для роддома, Андрей вместо роддома отправляется в офис Королевы йогуртов, чтобы извиниться. Тем не менее той там не оказывается. В это время Борис, готовый помочь другу, которому грозит увольнение, подгоняет к офису Королевы машину Андрея.
Тогда же Андрею звонит Лиза и просит срочно приехать к ней на помощь. Вместо роддома Андрей едет к ней вместе с Борисом. Они помогают Лизе выпутаться из истории с наркотиками. Андрей отвозит Лизу домой и заходит к ней с целью выйти через неё на её мать, а потом занимается с Лизой сексом.
После этого он едет на корпоративную вечеринку «Bad Boy’s», где сообщает Мануилу, что это именно он нахамил клиентке и хочет уволиться. Тем не менее Мануил сообщает ему, что он подписал приказ о назначении Андрея на должность топ-менеджера, и даёт ему время подумать до утра.
Андрей в очередной раз не попадает в роддом, поскольку узнаёт от Лизы, где именно находится её мать, и решает ехать за ней. По дороге он встречает Бориса, который советует Андрею бросить эту бессмысленную борьбу за место в компании и начать всё с начала. Тот же совет даёт ему и Королева йогуртов, которую Андрею всё же удаётся поймать.
Уже поздно ночью Андрей в состоянии сильного стресса спешит к рожающей жене, но попадает в аварию, разбивает машину и добирается до роддома под утро, когда Таня уже родила ребёнка.
Утром следующего дня Андрей решает предать Бориса и сообщает Мануилу, что именно Борис нахамил клиенту. Когда он попадает в свой новый роскошный кабинет в «Башне на Набережной», то в ужасе осознаёт всё, что с ним произошло.

## В ролях
| Актёр          | Роль                             |
| -------------- | -------------------------------- |
| Илья Любимов   | Андрей Смаровский                |
| Оскар Кучера   | Борис                            |
| Максим Суханов | Мануил Петрович                  |
| Галина Тюнина  | Королева йогуртов                |
| Ирина Барская  | близняшка                        |
| Дарья Барская  | близняшка                        |
| Анна Слынько   | Лиза                             |
| Ольга Волкова  | Зинаида Аркадьевна (тёща Андрея) |

## Рецензии
Признаюсь, от фильма со слоганом «Живи. Решай. Действуй» можно было ждать куда худшего. У сценариста Дмитрия Соболева, который до сих пор был известен благодаря фильму «Остров» (тематический диапазон, однако, впечатляет!), обнаружился некий авторский почерк: в фильмах по его сценариям полно вкусовых провалов и невыносимо плохие последние десять минут, но при этом остается повод для разговора, предмет, так сказать, обсуждения. Соболев и режиссёр-дебютант Александр Горновский создали такого кино-Гришковца, и это ни в коем случае не обзывательство — почему бы и нет? Им достало, например, ума не ввести в сюжет ни одного человека из народа, так что получился социально чистый портрет менеджерской прослойки на фоне бесконечных строек Москвы. У них нет никакого счастливого конца, что тоже в высшей степени похвально. Они уложились в человеческие полтора часа времени и придумали штуку с крупно написанным на пачке количеством оставшихся Андрею сигарет. Конечно, гордиться таким нехитрым изобретением следовало бы чуть менее заметно, но благодаря этой честности зрители всегда знают, сколько ещё осталось до конца, и могут соразмерять свои силы.
 — пишет Пётр Фаворов в журнале «Афиша»
В этом фельетоне о жизни менеджеров среднего звена всё «почти»: он более-менее актуален, секундами не глуп. Кроме того, в «20 сигаретах» есть славная сцена: сюрреалистический сексистский монолог Максима Суханова о пчёлах: «Наш мир пожирают матки». Остальное очень грустно. Вектор критической мысли вычитан в популярной литературе — у Паланика, Бегбедера, Минаева. Магистральная тема: разоблачим офисный планктон!
 — пишет Кирилл Алехин в журнале Timeout

## Сборы
Выйдя в российский прокат в количестве 208 копий, картина в первую неделю собрала 561 236 долларов. Всего картина собрала 993 050 долларов, а количество зрителей составило более 150 000 человек.

## Номинации
Фильм вошёл в конкурсную программу МКФ в Тибуроне в 2008 году.

## Факты
- На пачке, которую в течение дня выкуривает Андрей, написано количество оставшихся ему невыкуренных сигарет. По ходу фильма это число неуклонно снижается, приближая героя к моменту принятия главного решения о предательстве.
- В фильме используются небольшие рекламные ролики, которые прокручиваются в голове у главного героя в различных ситуациях.
- В эпизодической роли одного из сотрудников офиса, где работает главный герой, снялся режиссёр фильма Александр Горновский.
- В художественном оформлении фильма принимал участие дизайнер Карим Рашид.
- Авторскую музыку к фильму написал Сергей Чекрыжов — композитор-аранжировщик мюзикла «Норд-Ост», музыкальный руководитель и композитор группы «Несчастный случай».
- Композиции, которые звучат в фильме, отобрал музыкальный редактор Олег Пшеничный, работавший над картиной «Питер FM».
- По сценарию фильма была написана книга «20 сигарет». Её авторы — сценарист фильма Дмитрий Соболев и журналист Дмитрий Соколов-Митрич.